# Krasnosielkup
Krasnosielkup (ros. Красноселькуп) – osada wiejska w Rosji, w Jamalsko-Nienieckim Okręgu Autonomicznym, ośrodek administracyjny Rejonu Krasnosielkupskiego.
Znajduje się tu dyrekcja Rezerwatu przyrody „Wierchnie-Tazowskij”.